# KZ Šabac
Das KZ Šabac  war ein Konzentrationslager, das ab September 1941 in der Stadt Šabac  im  deutsch besetzten Serbien betrieben wurde. Es diente vor allem der Niederhaltung und Vernichtung von Juden, Roma und serbischen Zivilisten im Zuge des Kampfes der Wehrmacht gegen jugoslawische Partisanen.

## Hintergrund: Konzentrationslager in Serbien ab 1941
Nicht nur die Entstehung und Entwicklung des KZ Šabac in der kleinen Industriestadt Šabac, sondern auch die der anderen KZs in der Umgebung wie beispielsweise des KZ Sajmište (damals im Unabhängigen Staat Kroatien) oder KZ Banjica in der Nähe von Belgrad ist stark verknüpft mit der Bekämpfung des serbischen Widerstandes. Der Anti-Partisanen-Kampf wiederum wurde auf das engste mit der Ermordung der Juden verbunden. Dieser Prozess der Entwicklung der KZs in Serbien lässt sich in zwei Phasen unterteilen. In der ersten vom Sommer 1941 bis Frühsommer 1942 wurden extrem brutale „Vergeltungs- und Sühnemaßnamen“ gegen partisanenverdächtige Zivilisten zur Vernichtung von Serben, Juden und Roma eingesetzt, die im Frühsommer 1942 abgeschlossen war, da zu diesem Zeitpunkt die allermeisten Juden in Serbien bereits ermordet waren. In der zweiten Phase danach wurden die Lager hauptsächlich als Durchgangs- und Sammellager für gefangen genommene Partisanen, Kommunisten, sonst politisch verdächtige Personen aller Art aus anderen Teilen Jugoslawiens genutzt. Von diesen wurde ein Teil zur Zwangsarbeit bestimmt, viele starben an Krankheiten und Hunger oder wurden meist an speziellen Hinrichtungsorten in Lagernähe erschossen.

## Errichtung und Funktion des KZ Šabac

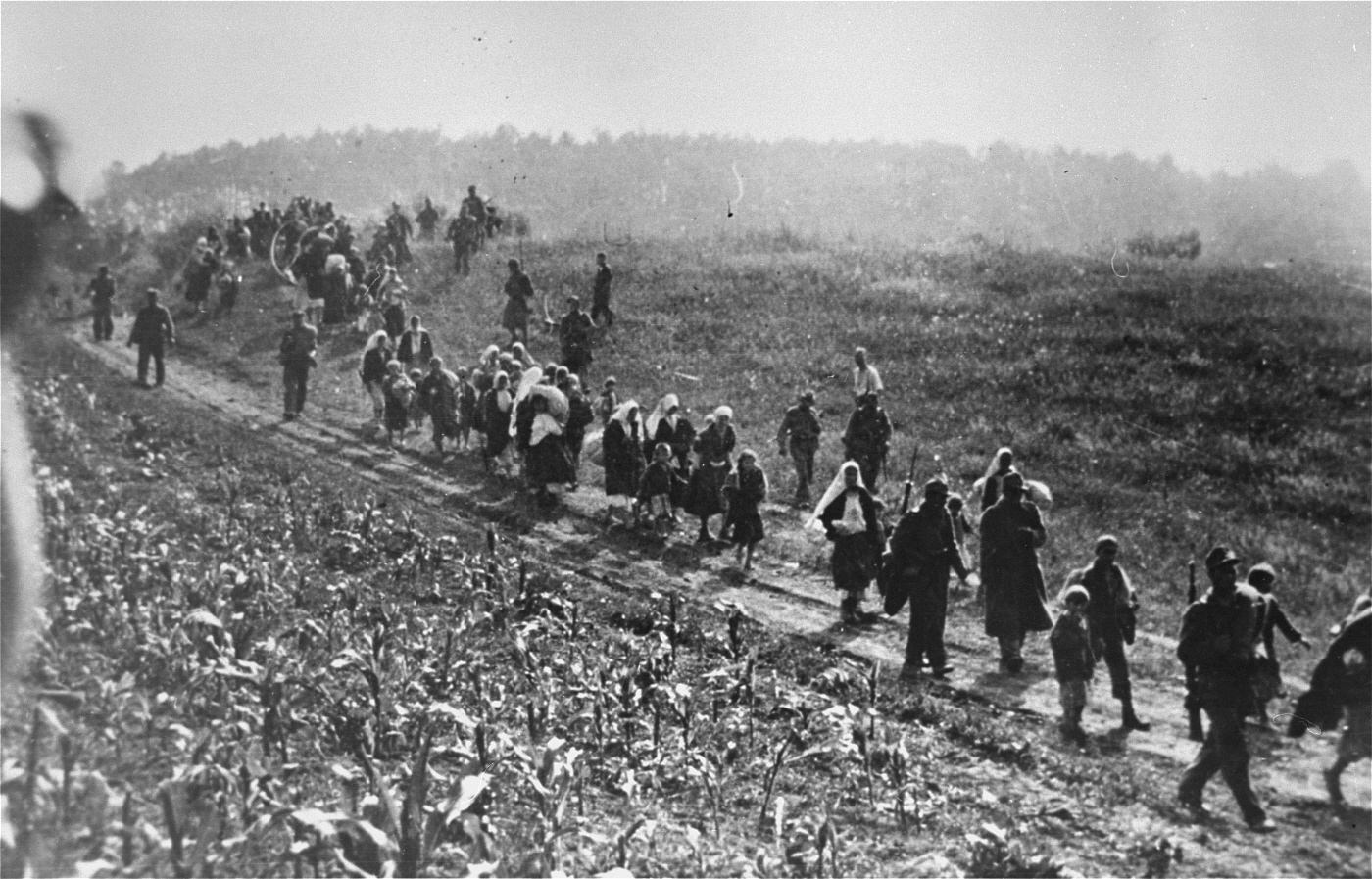
Serben werden von Ustascha und Wehrmacht nach Šabac gebracht, September 1941

Das KZ Šabac spielte eine wichtige Rolle bei der Bekämpfung des Widerstands zur Einschüchterung der „bandenverseuchten“ Zivilbevölkerung. Die Industriestadt Šabac am Südufer der Save mit ihren damals etwa 15.000 Einwohnern galt als ein Zentrum zur gegen die deutsche Besatzung gerichteten Partisanenaktivitäten. Nachdem im September ein Partisanenangriff zur Befreiung der besetzen Stadt erfolgt war, wurde die 342. Infanterie-Division zur dortigen „Bandenbekämpfung“ beordert. Sie sollte die „Säuberung“ des Mačva-Gebietes westlich von Šabac zwischen den Flüssen Drina und Save, einer „Hochburg der Aufrührer“, durchführen. Als Verstärkung erhielt die Division das 2. Bataillon des Infanterieregimentes 750 der 718. Infanterie-Division und eine Kompanie des Reserve-Polizei-Bataillons 64 zugeteilt.
Nach der umgehenden Niederschlagung des Partisanenangriffs auf Šabac wurden durch die deutschen Truppen 4459 männliche Zivilisten in der Stadt festgenommen, ohne dass bei diesen Menschen Waffen gefunden worden wären. Unter diesen befanden sich 450 Juden, die größtenteils nicht aus Šabac stammten, sondern aus verschiedenen Ländern, die mit dem sog. Kladovo-Transport in der Stadt hängen geblieben waren. Die Festgenommenen wurden zunächst in provisorisch eingerichteten Lagern am Stadtrand interniert. Am 26. September wurden die 5000 Menschen per Gewaltmarsch über einen zweitägigen Zwischenaufenthalt ohne Versorgung mit Nahrungsmitteln im Ort Klenak in das etwa 20 km nördlich von Šabac eingerichtete KZ Jarak verbracht, mussten dann umgehend den Rückmarsch nach Šabac antreten. Man hatte sich aufgrund der militärischen Lage doch gegen Jarak entschieden. Da das für die Bewachung des KZ Jarak vorgesehene Reserve-Polizei-Bataillon 64 nun dort nicht benötigt wurde, übernahm es die Bewachung des Rücktransports. In Šabac selbst richtete die 342. Infanterie-Division das KZ in- und außerhalb der Baracken der ehemaligen Kaserne ein und übergab es der Militärverwaltung, die mit ihrem Chef Harald Turner dem Kommandierenden General in Serbien Franz Böhme unterstellt war.

## Lebensverhältnisse im KZ und Erschießungen
Das von der 342. Infanterie-Division eingerichtete und unter der Oberhoheit der Militärverwaltung stehende KZ wurde von der 1. Kompanie des Reserve-Polizei-Bataillons 64 sowie der 4. und 6. Kompanie des 770. Infanterie-Regiments der 718. Infanterie-Division bewacht. Die Gefangenen wurden zu Dutzenden in kleine Räume gezwängt. In diese Räume wurden diejenigen Gefangenen gepfercht, die als besonders „partisanenverdächtig“ angesehen wurden und in extra Zimmern dieser Kasernenbaracken von einem Sonderkommando des SD verhört. Aufgrund des Platzmangels konnte nur der kleinere Teil der Gefangenen überhaupt in den Baracken der Kaserne untergebracht werden. Der größere Teil vegetierte auf einem mit Stacheldraht umzäunten Platz im Freien. Die offizielle Verpflegungsration pro Person betrug 200 g Brot täglich und 200 g Fleisch einmal die Woche. Da bis Mitte Oktober pro Tag von der 342. Infanterie-Division etwa 1000 Zivilisten aus dem Bereich, den sie von Partisanen „säubern“ sollte, in das Lager verbracht wurden, war das KZ bald mir ca. 20.000 Gefangenen katastrophal überbelegt. Sowohl die SD-Mannschaften waren mit den Verhören von 20.000 Menschen, die sie auf „Partisanenverdacht“ prüfen sollten hoffnungslos überlastet als auch die für die Bewachung zuständigen Einheiten. Die 1. Kompanie des Reserve-Polizei-Bataillons 64 erschoss etwa 1000 Menschen. Diese Erschießungen fanden nicht im KZ statt, sondern die Menschen wurden nach den Verhören per LKW-Transport an die Exekutionsorte außerhalb transportiert, dort von der 1. Kompanie des 64. Reserve-Polizei-Bataillons erschossen und dann in vorher ausgehobene Gruben geschafft und verscharrt. Laut Zeugenaussage eines Kompanieangehörigen nach dem Krieg wurden dafür „Zigeuner“ aus dem Lager herangezogen.
Zudem erließ der Kommandierende General für Serbien Franz Böhme, nachdem am 2. Oktober 1941 bei einem Partisanenüberfall des Armeenachrichtenregiments zwischen Belgrad und Obrenovac bei Topola 21 Soldaten getötet wurden, zwei Tage später den Befehl, dafür die hundertfache Zahl von „Geißeln“ aus den KZs Šabac und Belgrad, vornehmlich Juden und Kommunisten, zu erschießen, wobei die 342. Infanterie-Division die Erschießungskommandos für die Geiseln aus dem KZ Šabac zu stellen habe. Nach Einschätzung des Historikers Walter Manoschek übernahm Böhme damit „die Initiative bei der Vernichtung der männlichen Juden in Serbien“.  Von diesen 2100 zu erschießenden Geiseln als „Sühne“ für den Partisanenüberfall bei Topola wurden „805 Juden und Zigeuner aus dem Lager Šabac“ ausgewählt, der größte Teil aus dem sog. Kladovo-Transport. Sie wurden am 12. und 13. Oktober von Soldaten aus Wehrmachtseinheiten nördlich von Šabac in einem Sumpfgebiet bei Zasavica erschossen. Aus welchen Einheiten der Wehrmacht die Erschießungskommando bestanden ist nicht eindeutig zu klären. Die ursprünglich vorgesehene 342. Infanterie-Division, scheidet, so Manoschek, „mit größter Wahrscheinlichkeit“ aus, da sie zu diesem Zeitpunkt zur „Säuberungsaktion“ im Cer-Gebirge herangezogen wurde.
Bis zur Befreiung des Lagers 1944 durchliefen etwa 30.000 Menschen das KZ Šabac. Neben den vor Ort ermordeten wurde ein weiterer Teil in die KZ Banjica und Sajmište überstellt oder zur Zwangsarbeit deportiert.